# Harry Lennix
Harry Joseph Lennix III (* 16. listopadu 1964, Chicago, Illinois) je americký herec.

## Mládí
Je nejmladším ze čtyř sourozenců, kteří se narodili Lillianě Cleo a Harrymu Lennixovým. Studoval herectví a režisérství a později také učil hudbu a práva.

## Kariéra
Ve filmu debutoval v roce 1989 ve snímku Vězeň. V dalších letech hrál např. ve filmech Prachy, Bob Roberts, Hlídat Tess, Titus, Protiúder, Matrix Reloaded, Matrix Revolutions, Podezření nula, Ray, Na odstřel  či Muž z oceli.
V televizi se objevil v letech 1995 a 1996 ve třech epizodách seriálu The Client, hrál také v seriálech Pohotovost, Diagnóza vražda, První prezidentka, 24 hodin, Malá Velká Británie v USA a Doktorka Emily. Epizodní role ztvárnil např. v seriálech Ally McBealová, Advokáti, Soudkyně Amy, JAG, Dr. House či Zákon a pořádek: Los Angeles. V hlavní roli Boyda Langtona působil v seriálu Dům loutek (2009–2010), od roku 2013 hraje v seriálu Černá listina.

## Ocenění

### Vítěz
- 2000 – Golden Satelitte Award, kategorie nejlepší herec ve vedlejší roli v dramatu, za film Titus
- 2003 – Black Reel Award, nejlepší herec, za film Neztrácej víru, chlapče

### Nominace
- 2001 – Chlotrudis Award, kategorie nejlepší herec ve vedlejší roli, za film Titus
- 2003 – Image Award, kategorie nejlepší herec v TV filmu, seriálu či dramatické serii, za film Neztrácej víru, chlapče
- 2003 – Golden Satellite Award, kategorie nejlepší herec v TV filmu či serii, za film Neztrácej víru, chlapče
- 2005 – SAG Award, kategorie nejlepší skupinový herecký výkon ve filmu, za film Ray
- 2006 – Image Award, kategorie nejlepší herec ve vedlejší roli v dramatickém seriálu, za seriál První prezidentka

## Filmografie
- 1989 Vězeň, A Mother's Courage: The Mary Thonmas Story (TV film)
- 1990 Perry Mason: Případ umíněné dcery (TV film)
- 1991 The Five Heartbeats
- 1992 In the best Interest of the Children (TV film), Prachy, Bob Roberts
- 1994 Hlídat Tess, Ztracený syn 2 (TV film), Notes in a Minor Key, Ztracený syn 4 (TV film)
- 1995 Naháněj draka, Nothing But the Truth (TV film), Hra se smrtí, The Client (TV seriál)
- 1996 Dlouhá jízda, The Parent Hood (TV seriál), Vražda prvního stupně (TV seriál)
- 1997 Kamarádky na život a na smrt (TV film), Too Close to Home (TV film), Pohotovost (TV seriál), Living Single (TV seriál), Chicago Cab (TV seriál), Diagnóza vražda (TV seriál)
- 1998 Ally McBealová (TV seriál), "Sladká" pomsta (TV film), Možná už zítra (TV seriál), Advokáti (TV seriál)
- 1999 The Unspoken, Soudkyně Amy (TV seriál), JAG (TV seriál), Titus
- 2000 Love & Basketball, The Artist's Journey
- 2001 All or Nothing, American Temp (TV film)
- 2002 Pumpkin, Protiúder, Neztrácej víru, chlapče (TV film), Don't Explain, Girlfriends (TV seriál), Never Get Outta the Boat
- 2003 Black Listed (TV film), Advokáti (TV seriál), Matrix Reloaded, Lidská skvrna, Handler (TV seriál), Matrix Revolutions
- 2004 Chrystal, Holičství 2, Právní případy budoucnosti (TV seriál), Podezření nula, Ray, Second Time Around (TV seriál)
- 2005 Dr. House (TV seriál), Lotři, První prezidentka (TV seriál)
- 2006 Sharif Don't Like It, Legion of Super Heroes (TV seriál)
- 2007 Divoký Stomp, Reportér v ringu, 24 hodin (TV seriál), Working in the Theatre (TV seriál), Across The Universe
- 2008 Leť jako Mercury, Malá Velká Británie v USA (TV seriál)
- 2009 Na odstřel, The Interview, Dům loutek (TV seriál)
- 2011 Zákon a pořádek: Los Angeles (TV seriál)
- 2012 A Beautiful Soul, Doktorka Emily (TV seriál)
- 2013 H4, Muž z oceli, The Blacklist (TV seriál)